# NGC 876
NGC 876 è una galassia a spirale vista di taglio e situata nella costellazione dell'Ariete, a una distanza di circa 175 milioni di anni luce dalla nostra Via Lattea.

## Scoperta
La galassia è stata scoperta il 22 novembre 1854 dall'astronomo irlandese R.J. Mitchell.

## Descrizione
NGC 876 ha una classe di luminosità III e presenta una larga riga a 21 cm dell'idrogeno neutro.
Data la sua luminosità superficiale pari a 14,46, NGC 876 può essere classificata come una galassia a bassa luminosità superficiale (nella letteratura in lingua inglese abbreviata in LSB, acronimo di Low Surface Brightness). Le galassie LSB sono galassie di tipo diffuso (D) con una luminosità superficiale inferiore di almeno una magnitudine a quella del cielo notturno circostante.

## Gruppo di NGC 877
NGC 876 fa parte di un gruppo di galassie che comprende almeno otto membri, il Gruppo di NGC 877. Oltre a NGC 876 e NGC 877 le altre galassie del gruppo sono: IC 1791, NGC 871, UGC 1693, UGC 1761, UGC 1773 e UGC 1817.